# Sojuz-programmet
Sojuz er et bemandet rumfartøj, der blev udviklet af Sovjetunionen. Efter opløsningen af Sovjetunionen blev det overtaget den Føderale russiske rumfartsorganisation. 
Sojuz ((russisk):Союз) betyder 'forening', 'sammenslutning'. Navnet hentyder både til Sovjetunionen og til at Sojuz består af tre moduler i forening:
- BO (БО: бытовой отсек) — "Kredsløbsmodul", ekstra udstyrsrum under tryk. Sammenkoblingsport.
- SA (СА: спускаемый аппарат) — "Returmodul", omgivet af et varmeskjold.
- PAO (ПАО: приборно-агрегатный отсек) — "Servicemodul", fremdrifts-, energi- og indeklimasystemer.

Det bemandede rumprogram Sojuz blev startet i begyndelsen af 1960'erne som en del af et program, der skulle flyve sovjetiske kosmonauter rundt om Månen.
Da det viste sig umuligt at nå Månen før USA, blev det mål opgivet. I stedet for udvikledes Sojuz sig til et pålideligt fartøj til transport af mandskab til lave jordbaner, især til rumstationer. Sojuz virker desuden som en redningsbåd, således at der altid er, og har været, tilkoblet mindst en Sojuzkapsel pr. to/tre kosmonauter til rumstationerne. Holdbarheden i rummet er seks måneder, så to gange om året skal Sojuzkapslen udskiftes. 

## Design
Det grundlæggende Sojuzdesign var basis for mange senere projekter. I første omgang var det meningen at man med et Sojuzfartøj skulle rejse til Månen uden at benytte en stor løfteraket som Saturn V eller den sovjetiske Nositel-1 (N-1). Det skulle gøres ved at sammenkoble tre fartøjer opsendt med hver sin R-7 Semjorkaraket. De første udgaver af Sojuzfartøjet blev designet under ledelse af Sergej Koroljov, som dog ikke selv levede længe nok til at se fartøjet lette. En af de afledte udgaver af Sojuzfartøjet førte til Zond-programmet, der var designet til at flyve en kosmonaut imellem Jorden og Månen i et ottetal. Fartøjet opnåede dog aldrig den fornødne sikkerhed eller politiske velvilje der var nødvendig for at kunne bruges til dette formål. Endelig benytter de ubemandede Progress-fragtfartøjer, der har leveret forsyninger til Saljut, Mir og Den Internationale Rumstation, samme fremdriftssystem, automatiske navigations- og sammenkoblingsmekanisme som Sojuz, men mangler returmodulet.
I dag er Sojuzfartøjet Ruslands eneste mulighed for at opsende kosmonauter og bliver brugt til at færge besætning og forsyninger til og fra den Internationale Rumstation.
Det kinesiske bemandede Shenzhou rumfartøj er kraftigt inspireret af Sojuz.

## Rumturisme
I 2001 blev amerikaneren Dennis Tito opsendt med Sojuz TM-32 til Den Internationale Rumstation og blev dermed verdens første rumturist. Siden er Mark Shuttleworth (2002), Gregory Olsen (2005), Anousheh Ansari (2006) og Charles Simonyi (2007) blevet opsendt med Sojuzfartøjer. Lakunen 2003-2004 skyldes Columbias forlis d. 1. februar 2003, hvorefter Sojuz i en periode var overbelastet. Sojuz er indtil videre det eneste fartøj, der har opsendt rumturister, med cirka én om året til en pris af 20 mio.$. Desuden skal folk træne i Moskva i et halvt år og lære russiske gloser. Utålelige, udisciplinerede og besværlige personligheder  med stjernenykker forlader hurtigt programmet. Nogle påbegynder træningen, men bliver afvist – f.eks. Daisuke Enomoto pga. helbredet, 'N Sync-medlemmet Lance Bass pga. økonomi.
Besætningen på et Sojuzfartøj i dag består af en russisk pilot og en karriereastronaut som flymaskinist (russer, amerikaner eller europæer). Det sidste sæde kan udlejes til en rumturist eller en rumfartsorganisation (ESA, Instituto Nacional de Pesquisas Espaciais mm.). Piloten og flymaskinisten kan samtidig være den nye ISS-besætning, men under alle omstændigheder bliver personen i det tredje sæde opsendt til ISS i forbindelse med udskiftning af Sojuz-redningsbåden i april og oktober. Vedkommende flyver op med det nye Sojuzfartøj og ned med det gamle, efter 1-2 uger i kredsløb. Den formstøbte polstring i sædet, der skal gøre g-kræfterne udholdelige, følger personen.
De kommende to tredjesæder er optaget af ortopædkirurg Dr. Sheik Muszaphar Shukor fra Agensi Angkasa Negara ((malajisk): Nationale Rumfartsagentur) og biofysiker ph.d. Yi So-yeon fra Korea Aerospace Research Institute (Sydkorea). Først i oktober 2008 opsendes måske den sjette rumturist Cherry Mendoza og i 2009 den syvende Jennifer Bellofatto – begge stiftere af HerOrbit.com.

## Sojuzversioner
Sojuz 7K-OK (1966-1971)
Sojuz 7K-OK (7K – 7 космический корабль, Kosmitjeskij korabl for 'rumskibsprojekt 7'; OK – орбитальный корабль, Orbitalnij Korabl for kredsløbsfartøj).
- PАО: 2650 kg – SА: 2810 kg – BО: 1110 kg.
- Kosmos 133 og en anden ubemandet i 1966, Kosmos 140 og Sojuz 1 i 1967 gik alle galt og Vladimir Komarov omkom. Kosmos 186 og 188 sammenkobledes i 1967, og i 1968 fløj de ubemandede Kosmos 212, 213 og 238 samt Sojuz 2 efterfulgt af den bemandede Sojuz 3. Sojuz 4 overførte to kosmonauter til Sojuz 5, og Sojuz 6 til 8 var i rummet samtidigt. Endelig var Sojuz 9 i kredsløb i 18 dage. De første Sojuzfartøjer adskilte sig fra de senere, idet at besætningen på op til tre ikke bar trykdragter, solpanelerne var bøjede og den automatiske sammenkoblingsmekanisme, Igla, havde brug for radarantenner. De havde ikke en luge der tillod dem at passere direkte igennem sammenkoblingen. I stedet måtte besætningen udføre en rumvandring. Rumdragterne til rumvandringen blev opbevaret i kredsløbsmodulet (BO), dette modul virkede også som en luftsluse. Sojuz 10 og 11 havde en luge, så kosmonauterne kunne kravle om bord på Saljut igennem sammenkoblingen, uden rumdragter på. I 1971 opsendtes Sojuz 10 til Saljut 1, men kunne ikke sammenkoble. Sojuz 11-besætningen var om bord i 22 dage men blev kvalt på nedturen.

Sojuz 7K-T (1973-1981)
Sojuz 7K-T (T – транспортный, Transportnij betyder transport).
- PAO: 2700 kg – SA: 2850 kg – BO: 1350 kg.
- 2 flyvninger til Saljut 3, 4½ til Saljut 4, 2 til Saljut 5, 15½ til Saljut 6 og 2 bemandede missioner uden rumstationer.

Anden generation, Sojuzfærgen, udgjorde mission 12 til 40 (1973-1981). Denne brugte stadig Igla-systemet, men havde ingen solpaneler, kun batterier. Sojuz 7K-T kunne kun medtage to besætningsmedlemmer, der til gengæld bar trykdragter under hele flyvningen. 
Sojuz 7K-TM (1974-1976)
Sojuz 7K-TM (M – модифицированный, Modificirovannij betyder modificeret).
- PAO: 2654 kg – SA: 2802 kg – BO: 1224 kg.

Dette var en særlig udgave der deltog i Apollo-Sojuz-testprogrammet. Den var fysisk og elektronisk modificeret til at sammenkobles med NASA's Apollofartøj. Modificeringen krævede to ubemandede Kosmos 638 og 672 og en bemandet generalprøve Sojuz 16 i 1974, før Sojuz 19 mødte amerikanerne d. 17 juli 1975. En femte Sojuz 22 fløj i 1976 med et kraftigt Zeisskamera, der opmålte landbrug i DDR og Sovjetunionen.
Sojuz-T (1976-1986)
- PAO: 2750 kg – SA: 3000 kg – BO: 1100 kg.
- 4 flyvninger til Saljut 6, 10½ flyvninger til Saljut 7 og 1 flyvning til Mir.

Tredjegenerations Sojuz havde flade solpaneler og kunne nu bære en besætning på tre – iført trykdragter.
Sojuz-TM (1986-2003)
Sojuz TM (M – модифицированный, Modificirovannij betyder modificeret, ikke Mir).
- PAO: 2950 kg – SA: 2850 kg – BO: 1450 kg.

Sojuz-TM var den fjerde generation og blev brugt til at fragte personer og udstyr til og fra Mir (30 flyvninger) og ISS (4 flyvninger). Disse fartøjer havde en ny og mere fejltolerant automatisk sammenkoblingsmekanisme, kaldet Kurs.
Sojuz-TMA (2003- )
Sojuz TMA (A – антропометрический, Antropometritjeskij betyder antropometrisk, altså måling af mennesker, ikke Alfa (NASAs drøm om ISS's navn)).
- PAO: 2900 kg – SA: 2950 kg – BO: 1370 kg.

Sojuz-TMA er den seneste Sojuzudgave. Den er designet til at færge mandskab til og fra den Internationale Rumstation med 22 flyvninger. Sojuz-TMA ligner Sojuz-TM udefra, men kan bære større besætningsmedlemmer da der er tilføjet nye justerbare sæder. Sojuz-TMA har også, som det første engangsfartøj, et glass-cockpit. 

### Aflyste Sojuzversioner
Sojuz 9K var et rakettrin der skulle sende et Sojuz 7K-fartøj rundt om Månen. Det skulle opsendes med en R-7 raket og sammenkobles med Sojuz 7K-fartøjet i lav jordbane. Aflyst i 1963 da den kraftigere Protonraket så ud til at blive flyveklar.
Sojuz 11K var et tankfartøj, der skulle optanke Sojuz 9K-rakettrinnet i lav jordbane. Det skulle opsendes med en R-7 raket. Aflyst sammen med Sojuz 9K i 1963.
Sojuz 7K-L1 (L – Лунный, Lunnij forstavelsen 'måne-') 1 kosmonaut skulle flyve rundt om Månen i en Sojuz 7K-L1, opsendt af en Protonraket. Disse flyvninger blev udført med skildpadder og dukken Ivan Ivanovitj under navnene Zond 4-8 fra 1968 til 1970. Bemandede flyvninger blev aflyst, da en sikker returmetode først lykkedes i august 1969 – efter at amerikanske astronauter havde været på Månen.
Sojuz 7K-LOK (LOK – Лунный орбитальный корабль, Lunnij Orbitalnij Korabl for månekredsløbsfartøj) To kosmonauter skulle gå i kredsløb om Månen i et Sojuz 7K-LOK-fartøj. Dette skulle opsendes sammen med en månelander (LK) af en Nositel N1-raket. Den ene kosmonaut skulle lande med LK og begge kosmonauter skulle returnere med Sojuz 7K-LOK-fartøjet. Aflyst da Nositel-raketterne eksploderede under alle 5 opsendelsesforsøg.
Sojuz-P (P – Перехватчик, Perekhvatjik for afskæringsjager) var et anti-satellitvåben. En kosmonaut på rumvandring skulle inspicere og evt. ødelægge amerikanske satellitter. Aflyst i 1964, da sovjetiske satellitter blev udstyret med selvdestruktionsmekanismer – og de amerikanske ligeledes.
- Sojuz 7K-PPK (PPK – Пилотировали перехватчик-корабль, Pilotirovali Perekhvatjik-korabl for bemandet afskæringsfartøj) var en rumjager, der med otte raketter fra 1 km afstand, skulle ødelægge satellitter. Aflyst i 1965 da ubemandede Poljot ((russisk):Полёт 'flyvetur') anti-satellitsatellitter blev afprøvet med held.

Sojuz-R (R – разведки, Rasvedki for rekognoscering) skulle være en bemandet spionsatellit. Sojuz-R skulle være en minirumstation med en ligeså stor Sojuz 7K-T tilkoblet. Den skulle opsendes med en R-7 raket, men blev aflyst i 1966 da Tjelomeis planer om militære Saljutrumstationer så mere realistiske ud.

## Ubemandede Sojuzflyvninger
| Flyvning 1 - 5          | Flyvning 6 - 10 | Flyvning 11 - 15 | Flyvning 16 - 20 | Flyvning 21 - 26 |
| ----------------------- | --------------- | ---------------- | ---------------- | ---------------- |
| 1. Kosmos 133           | 6. Kosmos 212   | 11.Kosmos 396    | 16.Kosmos 638    | 21.Sojuz 20      |
| 2. Mislykket opsendelse | 7. Kosmos 213   | 12.Kosmos 434    | 17.Kosmos 656    | 22.Kosmos 869    |
| 3. Kosmos 140           | 8. Kosmos 238   | 13.Kosmos 496    | 18.Kosmos 670    | 23.Kosmos 1001   |
| 4. Kosmos 186           | 9. Sojuz 2      | 14.Kosmos 573    | 19.Kosmos 672    | 24.Kosmos 1074   |
| 5. Kosmos 188           | 10. Kosmos 379  | 15. Kosmos 613   | 20. Kosmos 772   | 25. Sojuz T-1    |
|                         |                 |                  |                  | 26. Sojuz TM-1   |

## Fodnoter
1. ↑  "SPACE.com – So You Want to Be a Space Tourist? Here's How". Arkiveret fra originalen 5. maj 2001. Hentet 5. maj 2001.